# توم كروفورد (لاعب كرة قدم أسترالية)
توم كروفورد (بالإنجليزية: Tom Crawford)‏ هو لاعب كرة قدم أسترالية أسترالي، ولد في 2 سبتمبر 1879 في ساوث ملبورن في أستراليا، وتوفي في 24 فبراير 1969 في Malvern East, Victoria ‏ في أستراليا.

## وصلات خارجية
- توم كروفورد على موقع AustralianFootball.com (الإنجليزية)
- توم كروفورد على موقع AFLtables.com (الإنجليزية)